# مووسبورگ (بادن-وورتمبرگ)
مووسبورگ (به آلمانی: Moosburg) یک شهر در آلمان است که در Biberach واقع شده‌است.